# بابونه اصفهانی
بابونه اصفهانی (نام علمی: Anthemis gayana) نام یک گونه از سرده بابونه است.